# دملو
دملو إحدى قرى مركز بنها التابع لمحافظة القليوبية بجمهورية مصر العربية، ومن أعلامها الممثلة عايدة عبد العزيز.

## التاريخ
قرية دملو من القرى القديمة، حيث وردت باسم «دملو» في أعمال جزيرة قوسينا ضمن قرى الروك الصلاحي التي أحصاها ابن مماتي في كتاب قوانين الدواوين، كما وردت باسم «دملو» في أعمال الغربية ضمن قرى الروك الناصري التي أحصاها ابن الجيعان في كتاب «التحفة السنية بأسماء البلاد المصرية». وفي العصر العثماني وردت في التربيع العثماني الذي أجراه الوالي العثماني سليمان باشا الخادم في عصر السلطان العثماني سليمان القانوني دملو ضمن قرى ولاية القليوبية، وفي تاريخ 1228هـ/1813م الذي عدّ قرى مصر بعد المسح الذي قام به محمد علي باشا باسم «دملو» ضمن قرى مديرية المنوفية، ثم انتقلت تبعية القرية من مديرية المنوفية إلى محافظة القليوبية لاحقًا.

## السكان
بلغ عدد سكان دملو 10,747 نسمة، حسب الإحصاء الرسمي لعام 2006.